# Boophis miniatus
Espèce
Synonymes
- Rhacophorus miniatus Mocquard, 1902

Statut de conservation UICN

 VU B1ab(iii) : Vulnérable
Boophis miniatus est une espèce d'amphibiens de la famille des Mantellidae.

## Répartition
Cette espèce est endémique de Madagascar. Elle se rencontre dans l'Est et le Sud de l'île. On la trouve entre 300 et 800 m d'altitude.

## Publication originale
- Mocquard, 1902 : Sur une collection de reptiles et de batraciens recueillis par M. Alluaud dans le sud de Madagascar. Bulletin de la Société philomathique de Paris, sér. 9, vol. 4, p. 1-25 (texte intégral).